# Giuseppe Firrao il Vecchio
Giuseppe Firrao (Luzzi, 12 luglio 1670 – Roma, 24 ottobre 1744) è stato un cardinale e arcivescovo cattolico italiano.

## Biografia

### Primi anni
Giuseppe Firrao nacque a Luzzi, feudo della sua famiglia, il 12 luglio 1670. Membro di una nobile famiglia napoletana, Giuseppe era il figlio secondogenito di Pietro Firrao, principe di Sant'Agata, e di sua moglie Isabella Caracciolo dei principi di Torrenova. Suoi fratelli erano Tommaso, Teresa e Gennaro.
Egli si recò a Roma in giovane età e studiò al Seminario Romano e quindi all'Università La Sapienza di Roma ove il 22 gennaio 1695 ottenne il dottorato utroque iure.
Il 3 marzo 1695 venne ammesso nell prelatura romana come referendario dei tribunali supremi della Segnatura apostolica di grazia e giustizia. Vicelegato ad Urbino nel 1697, divenne quindi Governatore di Loreto dal 22 febbraio 1698 passando ad Ancona dal 31 maggio 1701. Governatore dei territori di Civitavecchia e Tolfa dal 17 dicembre 1702, fu anche sovrintendente di Corneto. Il 22 aprile 1705 venne nominato Governatore di Viterbo e dal 12 luglio 1706 fu anche governatore di Perugia e Umbria rimanendo in carica sino al 16 giugno 1709. Nominato quindi relatore della Sacra Congregazione della Sacra Consulta, fu votante soprannumerario del tribunale della Segnatura apostolica di grazia e giustizia dal 18 aprile 1709.
Il 6 aprile 1711 ricevette gli ordini minori, il 25 agosto 1714 il diaconato e dal 1712 venne già inserito tra i votanti effettivi del tribunale della Segnatura apostolica di grazia e giustizia. Nel 1713 venne nominato visitatore apostolico delle province di Marche ed Umbria e dall'anno successivo fu nunzio straordinario in Portogallo, incaricato di portare le fasce benedette al principe del Brasile. Il 2 settembre 1714 venne infine ordinato sacerdote.

### Episcopato e carriera diplomatica
Eletto arcivescovo titolare di Nicea dal 2 settembre 1714, divenne nunzio apostolico presso la Confederazione Elvetica dal 23 ottobre 1716, dove si adoperò particolarmente per riportare la disciplina religiosa nel famoso monastero di Campidona. Nunzio apostolico in Portogallo dal 28 settembre 1720, fu dal giugno 1723 anche abate commendatario di San Samuele a Barletta e del monastero benedettino di Santa Maria di Passaca, nella diocesi di Catanzaro. L'11 dicembre 1730 venne trasferito alla sede episcopale di Aversa col titolo personale di arcivescovo. Lasciò i propri incarichi il 26 settembre 1734.

### Cardinalato
Creato cardinale presbitero nel concistoro del 24 settembre 1731, il 19 novembre di quell'anno ricevette la berretta cardinalizia ed il titolo di San Tommaso in Parione. Nel maggio del 1733 venne nominato prefetto della congregazione particolare per il porto franco di Ancona. Nominato Cardinale Segretario di Stato dal 4 ottobre 1733, occupò tale incarico sino al 6 febbraio 1740, divenendo nel contempo prefetto della Congregazione per Avignone, per Loreto e per Fermo. Protettore dell'Ordine degli Eremitani di Sant'Agostino dal 17 gennaio 1737, divenne prefetto del Supremo tribunale della Segnatura apostolica di Grazia e Giustizia dal 29 novembre di quell'anno. Nominato protettore del Collegio Maronita di Roma dal 4 dicembre 1737 divenne anche protettore del Sovrano Militare Ordine di Malta. Prefetto della Congregazione dei vescovi e regolari dal 27 agosto 1738, partecipò al conclave del 1740 che elesse a pontefice Benedetto XIV. Optò quindi per il titolo cardinalizio di Santa Croce di Gerusalemme dal 29 agosto 1740. Il 2 gennaio 1741 divenne Camerlengo del Sacro Collegio dei Cardinali rimanendo in carica sino al 22 gennaio 1742.
Morì il 24 ottobre 1744, alle ore 18, a Roma. La sua salma venne esposta nella chiesa romana di Sant'Agostino dove ebbero luogo le esequie il 26 ottobre, presiedute da papa Benedetto XIV in persona. Successivamente la salma venne traslata nel pomeriggio nella sua chiesa titolare e sepolta di fronte all'altare maggiore della chiesa, nel sepolcro che egli stesso aveva progettato, con una lapide raffigurante unicamente il suo nome e lo stemma di famiglia.
Un suo pronipote, Giuseppe Firrao il Giovane, fu anch'egli cardinale.

## Genealogia episcopale e successione apostolica
La genealogia episcopale è:
- Cardinale Scipione Rebiba
- Cardinale Giulio Antonio Santori
- Cardinale Girolamo Bernerio, O.P.
- Arcivescovo Galeazzo Sanvitale
- Cardinale Ludovico Ludovisi
- Cardinale Luigi Caetani
- Cardinale Ulderico Carpegna
- Cardinale Paluzzo Paluzzi Altieri degli Albertoni
- Cardinale Gaspare Carpegna
- Cardinale Fabrizio Paolucci
- Cardinale Vincenzo Bichi
- Vescovo Johann Franz Schenk von Stauffenberg
- Cardinale Giuseppe Firrao il Vecchio

La successione apostolica è:
- Vescovo Marcello Filomarini (1734)
- Vescovo Antonio Manerba (1735)
- Vescovo Ottavio da Pozzo (1736)
- Vescovo Antonio Falangola (1736)
- Vescovo Troiano Caracciolo del Sole (1738)
- Vescovo Nicola Antonio Schiaffinati, O.E.S.A. (1739)
- Vescovo Ferdinando Mandarini (1741)
- Vescovo Antonio Zavarroni (1741)